# رود نیشیکی
رود نیشیکی (به لاتین: Nishiki River) یک رود در ژاپن است که در استان یاماگوچی واقع شده‌است.